# Charles de Lorraine-Guise

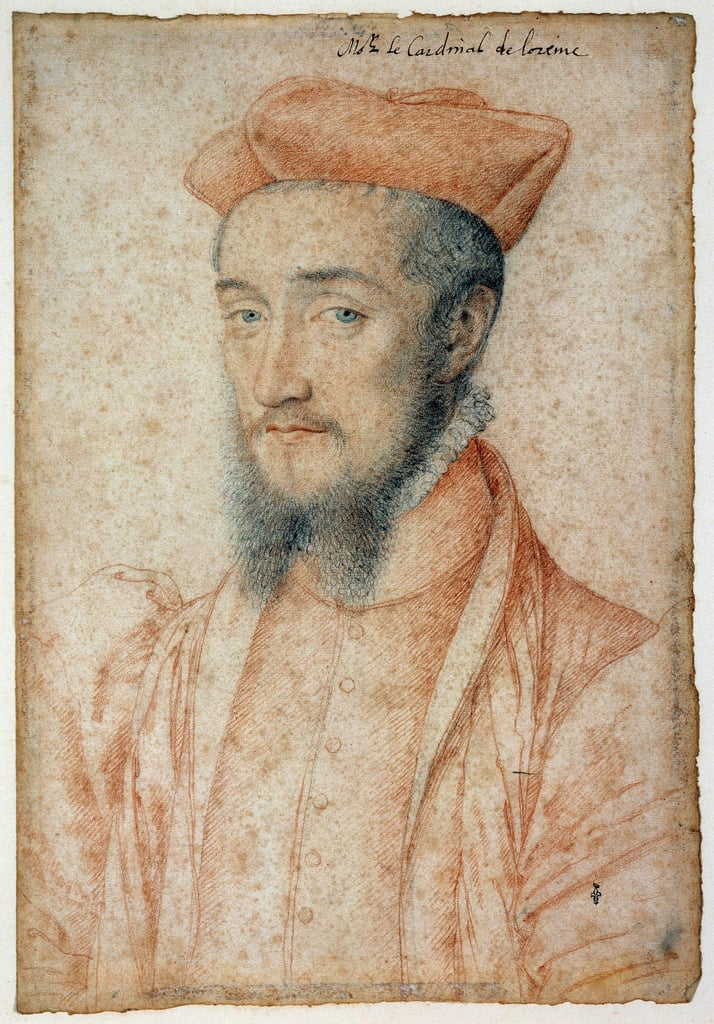
Porträtzeichnung Charles’ de Lorraine-Guise von François Clouet, 1555

Charles de Lorraine-Guise (* 17. Februar 1524 in Joinville; † 26. Dezember 1574 in Avignon) war ein französischer Kardinal und Diplomat. Unter den Königen Heinrich II. und besonders unter dessen Sohn Franz II. leitete er die Politik der französischen Krone und vertrat Frankreich auf dem Konzil von Trient. Er war der Bruder von François de Lorraine, duc de Guise und Marie de Guise.

## Leben

Kardinalswappen

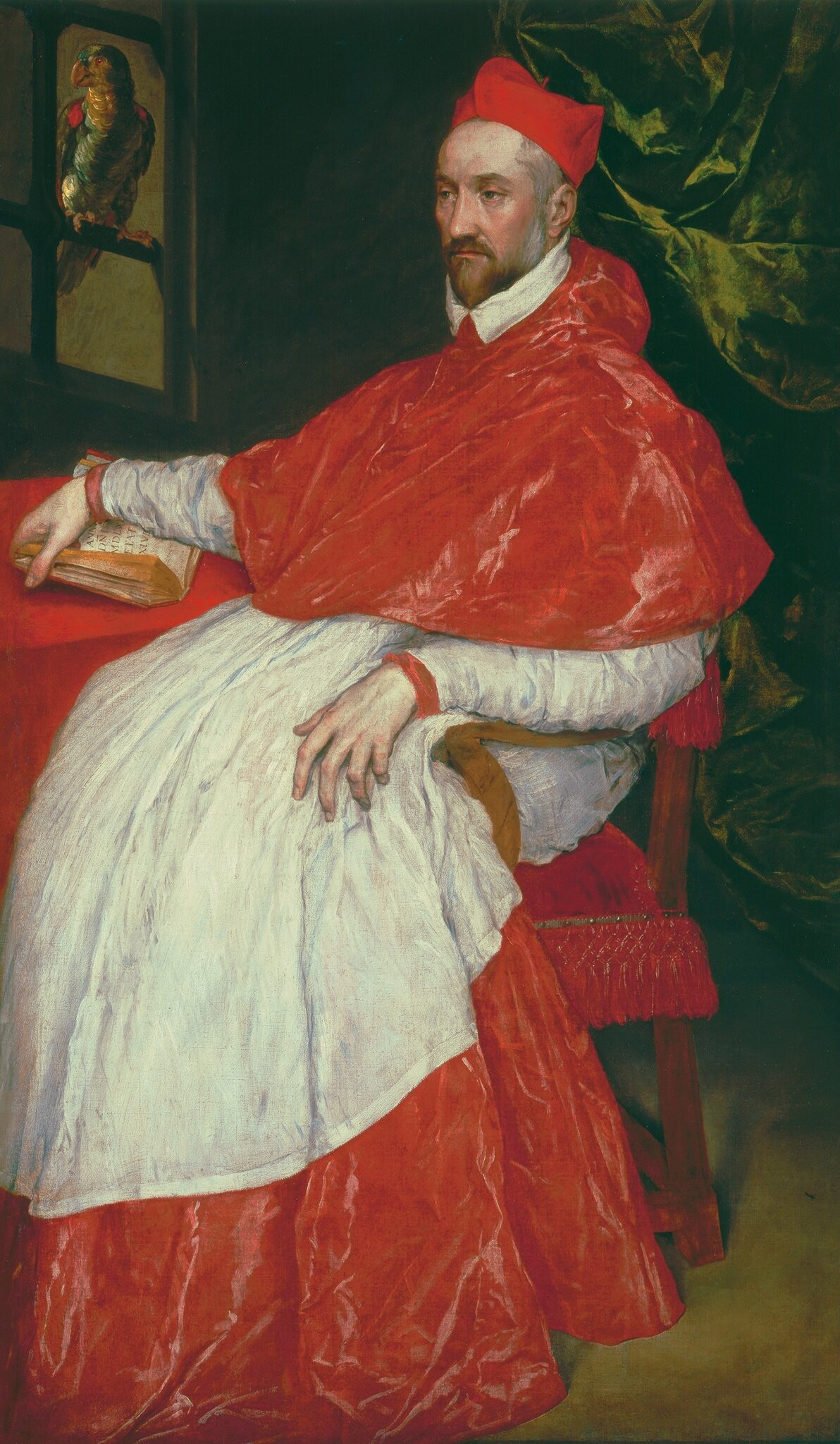
Charles de Lorraine-Guise in Chorkleidung eines Kardinals (Gemälde von El Greco, 1571)

Charles war der zweite Sohn des ersten Herzogs von Guise, Claude de Lorraine, der das Haus Guise als jüngere Seitenlinie des Hauses Vaudémont, der seit 1483 regierenden Herzöge von Lothringen, begründete, und der Antoinette de Bourbon, einer nahen Verwandten der damals in Frankreich regierenden Valois-Dynastie. Als jüngerer Sohn war für ihn eine geistliche Laufbahn beschlossen worden. Dennoch erhielt er den Titel eines Herzogs von Chevreuse. Sein Studium der Theologie absolvierte er am Collège de Navarre in Paris. Im Alter von nur 14 Jahren ernannte ihn König Franz I. zum Erzbischof von Reims. Neun Jahre später vollzog er in dieser Funktion die Krönung König Heinrichs II. und wurde einen Tag später am 27. Juli 1547 von Papst Paul III. in den Rang eines Kardinals erhoben und am 4. November 1547 zum Kardinalpriester von Santa Cecilia ernannt. Charles wurde daraufhin rasch zum reichsten und mächtigsten Kirchenfürsten Frankreichs. Dies lag in erster Linie daran, dass mit dem Titel seines Onkels auch das Bistum Metz und die wohlhabenden Klöster Cluny und Fécamp in seinen Besitz übergegangen waren.
Als Kirchenfürst der Renaissance widmete er sich auch den Wissenschaften und den Künsten. So gründete er 1547/49 die Universität von Reims und war ein großer Mäzen der Dichter Pierre de Ronsard und François Rabelais.
Der Kardinal war bekannt dafür, dass er Mitglieder seiner Familie an einträgliche Positionen in Staat und Verwaltung zu setzen versuchte (Nepotismus). So probierte er beispielsweise, die Grafschaft Provence in guisianische Hand zu bringen, was allerdings scheiterte. Wesentlich erfolgreicher war er bei der Vermittlung der Heirat seiner Nichte Maria Stuart mit dem Dauphin Franz (später Franz II.). 1555 erhielt Kardinal Guise durch Paul IV.  die Titelkirche von Sant’Apollinare.
Bedeutung erlangte er vor allem im Zusammenhang mit der Politik Frankreichs. Als Mitglied des königlichen Rates half er beispielsweise, 1559 den Frieden von Cateau-Cambrésis auszuarbeiten. Sein Einfluss nahm geradezu bedrohliche Ausmaße an, als er und sein Bruder nach dem Tod Heinrichs II. Regenten des minderjährigen Franz II. wurden. Dieser war wie bereits erläutert mit Karls Nichte verheiratet, und die schottische Königin scheint ihre Onkel am französischen Hof in ein ideales Licht gerückt zu haben. Bereits unter Heinrich II. verfolgte die Krone eine intolerante Kirchenpolitik und ging mit aller Schärfe gegen die Hugenotten vor. Der Kardinal trug seinen Teil bei der Unterdrückung und Verfolgung der Anhänger des „neuen“ Glaubens bei und scheute nicht davor zurück, die Inquisition in Frankreich einzuführen (Chambre ardente). Als Regent sollte sich diese Haltung gegen die Hugenotten nicht ändern. Im September 1561 schaffte es Katharina von Medici, beide religiöse Parteien zum gemeinsamen Gespräch nach Poissy (Religionsgespräch von Poissy) einzuladen. Wie zu erwarten war, fanden die protestantischen Vertreter (besonders Théodore de Bèze und Pietro Vermiglio) in Charles ihren hartnäckigsten Widersacher. Als ein halbes Jahr später die Verschwörung von Amboise aufgedeckt wurde, entlud sich der gesamte Hass und die Furcht des Kardinals bei der Bestrafung der darin Verwickelten. Nach dem frühen Tod des Königs und dem damit verbundenen Verlust der Regentschaft (Karl IX. bestimmte seine Mutter zur Regentin) war die Stellung des Kardinals einem ständigen Wechsel unterworfen. Der neue König, oder vielmehr die Regentin, schickte ihn als Gesandten Frankreichs auf das Konzil von Trient und er wurde dort bald einer der Wortführer. Im Namen seines Königs sollte Guise einen Vergleich mit den deutschen Konzilsvertretern erarbeiten, die eine Reform der Kirche erreichen wollten und dabei den Laienkelch, die Aufhebung des Zölibats und Gebete in der Volkssprache forderten. Die entsprechenden Artikel schickte er am 2. Januar 1563 an Pius IV. nach Rom. Dieser wollte von den Artikeln jedoch nichts wissen, und es kam daraufhin zu ernsten Spannungen zwischen dem Papst und dem Kardinal, der aufgrund der verstockten Haltung Pius’ IV. Rom als die Quelle der kirchlichen Missbräuche bezeichnete. Doch die Spannungen zwischen Rom und Frankreich waren auch auf zwei andere Tatsachen zurückzuführen. Zum einen hatte man den Hugenotten mit dem Edikt von Amboise mehrere Zugeständnisse gemacht, zum anderen wollten die französischen Gesandten bei der Reform der katholischen Kirche die Freiheit der gallikanischen Kirche wahren.
1564 kehrte der Kardinal nach Frankreich zurück und hatte dort die Beschlüsse des Konzils durchzusetzen, obwohl sie nicht seinem Wunsch entsprachen, die Freiheit der Kirche Frankreichs unangetastet zu lassen. Karl hatte sich deshalb ein weiteres Mal mit dem Papst überworfen, nachdem er ein französisches Nationalkonzil mit Vertretern der Hugenotten einberufen lassen wollte.
Unter Karl IX. und seiner Mutter hatten sich die Verhältnisse in Frankreich dramatisch zugespitzt; ein Bürgerkrieg jagte den nächsten. Das religiöse Moment trat dabei immer mehr in den Hintergrund. Eigentlich ging es bei den Auseinandersetzungen um Politik auf höchster Ebene. Drei Fraktionen (der König, die Bourbonen und die Guisen) kämpften um die Macht in Frankreich. Katharina de Medici tat alles erdenkliche, um den Einfluss der Guisen so gering wie möglich zu halten. Mit ihrem Kanzler Michel de L’Hospital gelang es ihr, den Kardinal von fast allen politischen Angelegenheiten fernzuhalten. Charles versuchte nun krampfhaft, den Einfluss seiner Familie bei Hofe zu festigen, und strebte eine Heirat seines Neffen, Henri I. de Lorraine, duc de Guise, mit der Schwester des Königs, Margarete von Valois, an. Hiermit zog er sich den Ärger der Regentin zu, die ihre Tochter mit Heinrich von Navarra vermählen wollte, um die Hugenottenkriege zu beenden. Der Kardinal wurde daraufhin aus dem Kronrat verbannt.
Am 30. Mai 1574 starb König Karl IX., und sein Bruder Heinrich III. bestieg den französischen Thron. Noch bevor Kardinal Charles de Lorraine-Guise die Gunst des neuen Herrschers gewinnen konnte, verstarb er am 26. Dezember 1574 in Avignon.
Charles zählt zu den bedeutendsten Kirchenfürsten seiner Zeit. Der Kardinal nahm an vier Konklaven teil: 1549/1550, April 1555, Mai 1555 und 1559. Er findet Erwähnung in Friedrich Schillers Maria Stuart und spielt eine Rolle in Hans Pfitzners Oper Palestrina.